# Affentheater (Album)
Affentheater ist das 14. Studioalbum von des deutschen Pop-Rock-Sängers Marius Müller-Westernhagen, das im August 1994 erschien.

## Entstehung und Veröffentlichung
Die Erstveröffentlichung von Affentheater erfolgte am 30. August 1994 bei WEA Records. Das Album erschien in seiner Originalausführung als CD und MC mit 13 Titeln (Katalognummer: 4509-97018-2/-4) sowie als LP mit beigefügter 7"-Single (Katalognummer: 4509-97019-1). Am 10. Mai 2024 erschien es erneut als LP-Ausführung (Katalognummer: 505419799025).
Geschrieben wurden alle Lieder alleine von Müller-Westernhagen selbst. Dieser zeichnete auch für die Produktion aller Lieder verantwortlich, bekam hierbei aber durch Pete Wingfield Unterstützung.

## Stil
Auf dem Album mischte Westernhagen deutschen Rhythm and Blues mit gelegentlichen Einflüssen der Rolling Stones (Tanz mit dem Teufel). Einige Funk-Zitate, zum Beispiel in Hey Honey ergänzen die Lieder.

## Titelliste
1. Es geht mir gut – 4:48
2. Hey Honey – 4:33
3. Tanz mit dem Teufel – 4:01
4. Ich brauch ’ne Frau – 6:58
5. Die Welt ist schön – 4:53
6. Willenlos – 3:24
7. Unter meinem Fingernagel – 3:39
8. Superstar – 6:36
9. Donna – 6:49
10. Judaslohn – 4:15
11. Schweigen ist feige – 3:31
12. Wer hat den Käse zum Bahnhof gerollt? – 5:48
13. Halleluja 94 – 6:26

## Mitwirkende
- Gesang: Marius Müller-Westernhagen
- Gitarre: Marius Müller-Westernhagen, Jay Stapley, Neil Hubbard
- Schlagzeug: Andy Newmark
- Bass: Julian Crampton
- Saxophon: Simon Clarke, Tim Sanders, Mel Collins
- Klavier: Pete Wingfield, Helmut Zerlett
- Melodica: Pete Wingfield
- Orgel: Pete Wingfield
- Perkussion: Martin Ditcham
- Trompete: Roddy Lorimer
- Akkordeon: Geraint Watkins
- Begleitgesang: Madeleine Lang, William King und Romney Müller-Westernhagen

## Singleauskopplungen
| Jahr | Titel               | Höchstplatzierung, Gesamtwochen, AuszeichnungChartsChartplatzierungen (Jahr, Titel, , Platzierungen, Wochen, Auszeichnungen, Anmerkungen) | Anmerkungen                           |
| Jahr | Titel               | DE | Anmerkungen                           |
| ---- | ------------------- | --- | ------------------------------------- |
| 1994 | Es geht mir gut     | DE20 (16 Wo.)DE | Erstveröffentlichung: 8. August 1994  |
| 1994 | Willenlos           | DE54 (11 Wo.)DE | Erstveröffentlichung: 1994            |
| 1995 | Schweigen ist feige | DE78 (7 Wo.)DE | Erstveröffentlichung: 6. Februar 1995 |
| 1995 | Tanz mit dem Teufel | DE93 (2 Wo.)DE | Erstveröffentlichung: 12. Juni 1995   |

## Rezensionen
Kulturnews vergab vier von sechs Sternen und schrieb, Westernhagen „brötschele“ „in alter Manier“ vor sich hin: „Eine CD, die mit solidem Durchschnitt protzt.“

## Kommerzieller Erfolg

### Chartplatzierungen
| ChartsChartplatzierungen | Höchstplatzierung | Wochen |
| ------------------------ | ----------------- | ------ |
| Deutschland (GfK)        | 1 (65 Wo.)        | 65     |
| Österreich (Ö3)          | 9 (19 Wo.)        | 19     |
| Schweiz (IFPI)           | 21 (10 Wo.)       | 10     |

| ChartsJahrescharts (1994) | Platzierung |
| ------------------------- | ----------- |
| Deutschland (GfK)         | 12          |

| ChartsJahrescharts (1995) | Platzierung |
| ------------------------- | ----------- |
| Deutschland (GfK)         | 8           |

### Auszeichnungen für Musikverkäufe
Das Album verkaufte sich laut Schallplattenauszeichnungen über 1,75 Millionen Mal in Deutschland, womit es zu den meistverkauften Musikalben des Landes zählt.
| Land/Region        | Auszeichnungen für Musikverkäufe (Land/Region, Auszeichnung, Verkäufe) | Verkäufe    |
| ------------------ | ---------------------------------------------------------------------- | ----------- |
| Deutschland (BVMI) | 7× Gold                                                                | 1.750.000   |
| Europa (IFPI)      | Platin                                                                 | (1.000.000) |
| Österreich (IFPI)  | Gold                                                                   | 25.000      |
| Insgesamt          | 2× Gold · 4× Platin ·                                                  | 1.775.000   |